# Reu

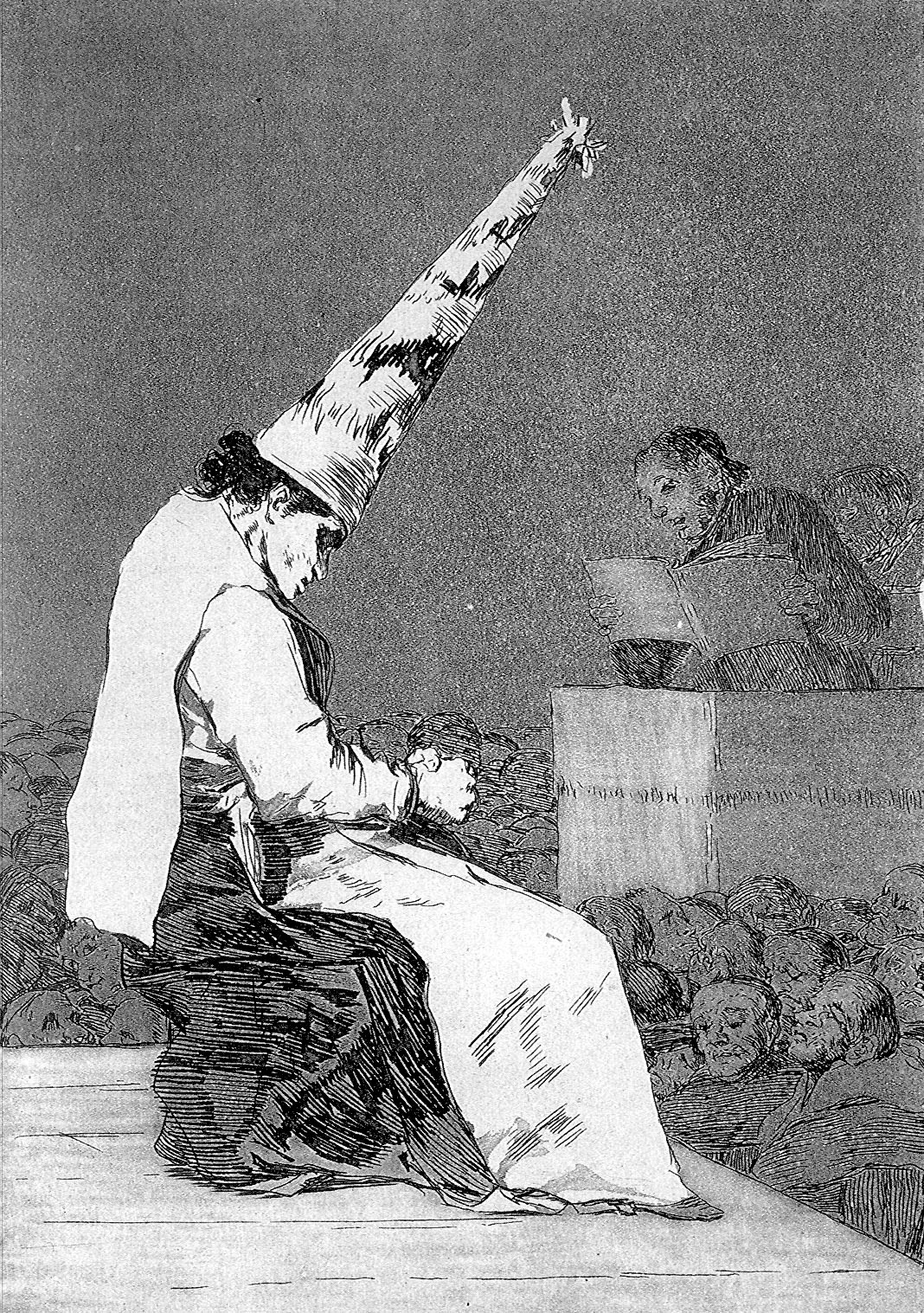
Reu amb cucurulla

Un reu és una persona que per haver comès un delicte mereix un càstig. El terme s'utilitza, generalment, per definir al culpable d'un delicte, després de la sentència (convicte) i que pot estar empresonat, fins i tot, de vegades esperant la pena de mort. El terme també es pot referir a l'acusat o inculpat quan encara només és presumpte autor d'un delicte, encara que no és tan emprat. Dins l'entorn del modern dret penal, el terme preferit és el d'acusat.

## Història del seu ús
La paraula té el seu origen com derivació del llatí reus ('demandat'), utilitzat com adjectiu o com substantiu; per exemple en la traducció de l'Evangeli, Pilat diu de Jesucrist: "reu és de mort".
A l'edat mitjana, la paraula reu va ser aplicada pel tribunal de la Santa Inquisició abans de l'aplicació de les penes. Quan l'inculpat resultava condemnat d'un delicte perfecte i plenament provat, la paraula reu s'aplicava sense excepció. En casos d'heretgia si existia penediment, al reu se li admetia una reconciliació, imposant normalment la pena de presó. D'altra banda, imposada la sanció, el Tribunal podia, en qualsevol moment, dispensar, commutar, disminuir o augmentar la penitència, segons la humilitat que demostrés el reu. Si la culpabilitat no resultava provada, però el reu seguia sent sospitós, la sanció depenia de l'arbitri del jutge, que decidia entre el desterrament, presó, galeres, etc. i també durant quant de temps s'havia de complir la pena corresponent.